# Emanuel Nûko
Emanuel Nûko [eˈmæːnuɛl ˈnuːku] (* 1992 in Tasiilaq) ist ein grönländischer Politiker (Naleraq).

## Leben
Emanuel Nûko ist Koch im Hotel The Red House in Tasiilaq. Er ist liiert und hat zwei Kinder.
Er kandidierte erstmals bei der 2014 für einen Platz im Inatsisartut, erhielt jedoch nur drei Stimmen. Bei der Kommunalwahl 2017 erhielt er zwar in der Kommuneqarfik Sermersooq die drittmeisten Stimmen seiner Partei, allerdings erreichte diese keinen Sitz im Kommunalrat.
Bei der Parlamentswahl 2018 kandidierte er erneut für einen Parlamentssitz. Er hatte nach der Wahl ebenso wie sein Parteikollege Anthon Frederiksen 71 Stimmen, sodass gelost werden musste, wer den ersten und wer den zweiten Nachrückerplatz der Partei erhält. Emanuel Nûkos Los wurde gezogen, sodass er für Pele Broberg ins Inatsisartut aufrückte, während Anthon Frederiksen ohne Parlamentssitz zum Minister ernannt wurde. Als die Partii Naleraq im September 2018 die Regierung verließ, schied auch Emanuel Nûko wieder aus dem Parlament aus. Während des Wahlkampfs für die Folketingswahl 2019 ließ sich Pele Broberg beurlauben, sodass Emanuel Nûko in dieser Zeit seinen Parlamentssitz einnahm.
Bei der Parlamentswahl 2021 wurde Emanuel Nûko erstmals direkt ins Inatsisartut gewählt. Bei der Kommunalwahl 2021 erreichte er den ersten Nachrückerplatz der Naleraq in der Kommuneqarfik Sermersooq und zog von dort aus als Vertreter für Pele Broberg in den Kommunalrat ein und wurde zum Zweiten Vizebürgermeister ernannt. Am 27. September 2022 hob das Inatsisartut Emanuel Nûkos politische Immunität auf. Daraufhin ließ er sich am 5. Oktober im Parlament beurlauben. Am 12. Februar 2023 musste er sich vor Gericht verantworten, da er angeblich im Frühjahr 2021 in stark betrunkenem Zustand eine Person geschlagen hatte und Widerstand gegen die Polizei geleistet hatte. Er wurde freigesprochen, da das vermeintliche Opfer sagte, dass dies nicht geschehen war und er sich nicht erinnern konnte, warum er damals der Polizei gegenüber etwas anderes behauptet hatte.
Bei der Parlamentswahl 2025 erreichte er nur noch den dritten Nachrückerplatz seiner Partei. Auch bei der Kommunalwahl 2025 wurde er nicht gewählt.